# Sog (arrondissement)
Sog Dzong, Chinees: Sog Xian is een arrondissement in de prefectuur Nagchu in de Tibetaanse Autonome Regio, China. Door Sog loopt de nationale weg G317.
Het heeft een oppervlakte van 25.546 km² en in 1999 telde het 34.639 inwoners. De gemiddelde jaarlijkse temperatuur is 1,7 °C en jaarlijks valt er gemiddeld 572,9 mm neerslag.